# غوردون هدسون
غوردون هدسون هو لاعب كرلنغ كندي، ولد في 5 يناير 1894 في كينورا في كندا، وتوفي في 10 يوليو 1959.